# Honda Brio
Honda Brio – samochód osobowy klasy aut miejskich produkowany przez japoński koncern motoryzacyjny Honda Motor Company od 2010 roku. Samochód został po raz pierwszy zaprezentowany światu podczas targów motoryzacyjnych w Tajlandii w 2010 roku. Auto stworzone zostało na potrzeby rynków wschodzących, czyli Indii i Tajlandii.

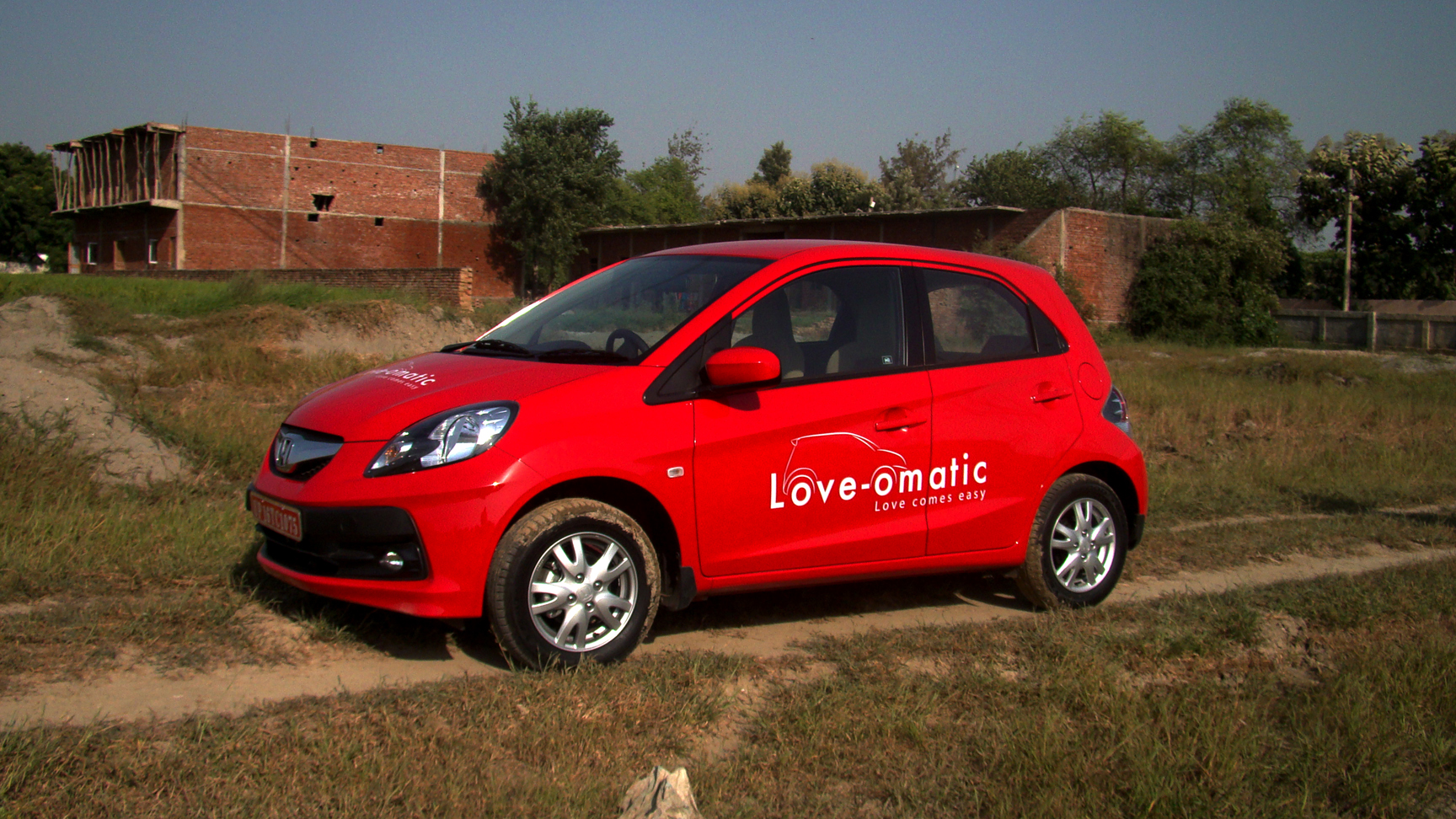
Honda Brio

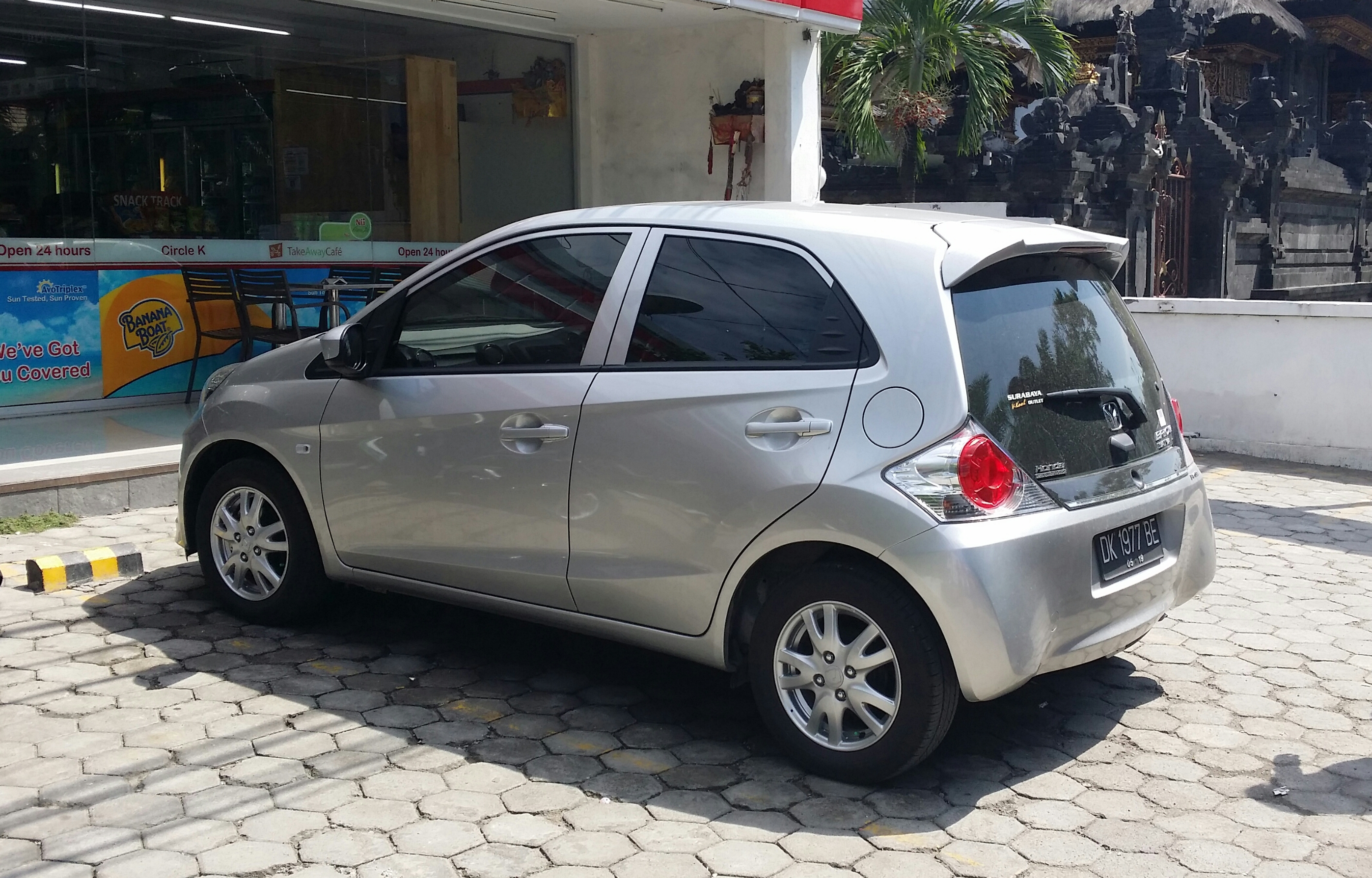
Tył Hondy Brio

Stylistycznie podobne jest do prototypu, który występował pod nazwą New Small Concept. Wnętrze auta charakteryzuje się prostotą. Auto do salonów trafiło w marcu 2011 roku. Wyposażone zostało w 90-konny silnik 1.2 i-VTEC.

## Wersje wyposażeniowe
- E MT (standard) - wyposażenie: chromowana osłona chłodnicy w kolorze nadwozia, immobilizer, elektroniczne wspomaganie kierownicy, klimatyzacja, centralny zamek, obrotomierz, elektryczne szyby przednie, regulacja reflektorów,
- S MT - Wersja E MT + lusterka zewnętrzne w kolorze nadwozia, zintegrowany system audio, wielofunkcyjna kierownica, centralny zamek z pilotem, elektryczne szyby tylne,
- MT S (O) - wersje E MT + S MT + przednie poduszki powietrzne (pasażera i kierowcy), ABS z elektronicznym rozdziałem siły hamowania, napinacz pasów, elektrycznie regulowane lusterka,
- V MT - wersje E MT, S MT oraz MT S (O) z aluminiowymi felgami oraz przednimi światłami przeciwmgielnymi.